# فیلیپو کاپیتانیو
فیلیپو کاپیتانیو (انگلیسی: Filippo Capitanio؛ زادهٔ ۲۶ آوریل ۱۹۹۳) بازیکن فوتبال اهل ایتالیا است.
از باشگاه‌هایی که در آن بازی کرده‌است می‌توان به باشگاه فوتبال کومو، باشگاه فوتبال ویچنزا، باشگاه فوتبال چزنا، و باشگاه فوتبال رجانا اشاره کرد.